# Roan Johnson
Roan Occam Anthony Johnson (14 de marzo de 1975) es un director de cine y guionista italiano.

## Biografía
Aunque nacido en Londres de padre inglés y madre de italiana, Roan Johnson se crio en Pisa (Italia), donde realizó la secundaria y asistió a la Universidad. Se graduó en Literatura Moderna y en 1999 se trasladó a Roma y asistió al Centro Experimental de Cine.
Comenzó su carrera como guionista de televisión, para hacer su primera película en 2011, I primi della lista, protagonizada por Claudio Santamaria. Su segunda película, Fino a qui tutto bene, fue presentada en 2014 en el Festival de Cine de Roma y obtuvo el Premio del Público. Su tercera película, Piuma, fue presentada en competición en el Festival Internacional de Cine de Venecia de 2016.
Johnson es también profesor. En 2008 dio clases de Cine italiano en la Universidad John Cabot de Roma y realizó un taller de escritura de guiones en la Universidad de Pisa entre 2003 y 2007.

### Novelista
También tiene una faceta de novelista. En 2010 publicó en ediciones Einaudi Prove di felicità a Roma Est, su primera novela, con la que obtuvo el premio «Giuseppe Berto». En 2017, publicó una nueva novela, Dovessi ritrovarmi in una selva oscura, en ediciones Mondadori.

## Filmografía

### Director
- I primi della lista (2011)
- Fino a qui tutto bene (2014)
- Piuma (2016)

### Guionista
- Now or Never (2003)
- Sinestesia (2010)
- I primi della lista (2011)
- Fino a qui tutto bene (2014)
- Piuma (2016)
- L'ospite (2018)